# 鎌田光津希
鎌田 光津希（かまた みずき、1995年9月6日 - ）は、千葉県匝瑳郡野栄町（現：匝瑳市）出身の元プロ野球選手（投手）。右投右打。NPB在籍時は育成選手だった。

## 経歴
匝瑳市立野田小学校3年次から軟式野球を始め、匝瑳市立野栄中学校では軟式野球部に所属した。
横芝敬愛高に進学し硬式野球を始める。当初は120km/h台中盤しか出せなかった球速を、冬場の徹底したトレーニングで145km/hまで伸ばした。プロ志望届を提出すると、NPB球団からの指名はなかったが、独立リーグ・四国アイランドリーグplusの徳島インディゴソックスから1位指名を受けた。しかし、高校の系列である敬愛大学へ進学するため入団を辞退した。甲子園出場経験はなし。
敬愛大学では、千葉県大学野球連盟に加盟している同校の硬式野球部に入部。1～2年次は1部リーグで8勝を挙げ球速も149km/hを計測したが、3～4年次は未勝利に終わった。4年次にプロ志望届を提出するが、NPB球団からの指名はなかった。11月に四国アイランドリーグplusの関東開催トライアウトを受験し、2次テスト免除の特別合格を勝ち取り、徳島インディゴソックスから2位指名を受け入団。
2018年は、個人タイトルには届かなかったが、17試合に登板し4勝3敗1セーブ、リーグ7位の防御率2.49をマーク。6月には最速155km/hを計測した。
2018年10月25日、プロ野球ドラフト会議で千葉ロッテマリーンズから育成選手ドラフト1位指名を受け、11月23日に支度金300万円、年俸230万円で契約合意した。敬愛大からは初のプロ野球選手となった。
2019年は、イースタン・リーグで28試合に登板し、26回1/3を投げ、0勝2敗2セーブ、防御率5.13の成績を残したが、支配下登録はならなかった。
2020年は、イースタン・リーグで19試合に登板し、17回1/3を投げ、1勝0敗、防御率3.12の成績を残すが、支配下登録を勝ち取れず、11月6日、球団より戦力外通告を受け、古巣・徳島インディゴソックスによるインタビュー内で現役を引退することを表明した。
退団後は2021年3月に就職を報告している。

## 人物・プレースタイル
最速155km/hのストレートとスライダー・フォークを投げ分け、徳島インディゴソックス時代の監督であった石井貴から習ったナックルカーブも武器の1つである。
徳島インディゴソックスから2017年のドラフトでプロ入りした伊藤翔は高校の3年後輩であり、地元も同じでお互いの実家も1km圏内にある。

## 詳細情報

### 年度別投手成績
- 一軍公式戦出場なし

### 独立リーグでの投手成績
| 年 度     | 球 団     | 防 御 率 | 登 板 | 勝 利 | 敗 戦 | セ 丨 ブ | 完 投 | 完 封 | 無 四 球 | 投 球 回 | 打 者 | 被 安 打 | 被 本 塁 打 | 奪 三 振 | 与 四 球 | 与 死 球 | 失 点 | 自 責 点 | 暴 投 | ボ 丨 ク |
| --------- | --------- | -------- | ----- | ----- | ----- | -------- | ----- | ----- | -------- | -------- | ----- | -------- | ----------- | -------- | -------- | -------- | ----- | -------- | ----- | -------- |
| 2018      | 徳島      | 2.49     | 17    | 4     | 3     | 1        | 0     | 0     | 0        | 76.0     | 331   | 72       | 1           | 79       | 22       | 6        | 31    | 21       | 10    | 0        |
| 通算：1年 | 通算：1年 | 2.49     | 17    | 4     | 3     | 1        | 0     | 0     | 0        | 76.0     | 331   | 72       | 1           | 79       | 22       | 6        | 31    | 21       | 10    | 0        |

### 背番号
- 14（2018年）
- 121（2019年 - 2020年）